# Ácsán Thaté
Phra Ácsán Thaté Dészaranszi (?, 1902. április 26. – ?, 1994. december 17.) vagy más néven Ácsán Thaté, vagy Luangpu Thet Thetrangsi, vagy egyházi nevén Phra Radzsaniródharangszi thai buddhista szerzetes (bhikkhu), meditációs mester volt. A tiszteletreméltó Ácsán Mun tanítványaként a thai erdei hagyomány első generációjához tartozott, és a hagyományvonal egyik alapító tanítója. Ácsán Mun 1949-es halálát követően Ácsán Thatét tekintették az ácsán jai-nak, azaz az erdei hagyomány fő szerzetesének, egészen az 1994-ben bekövetkezett haláláig.

## Háttér
Ácsán Thaté a Ree-o rahng családba született 1902. április 26-án (a buddhista naptár szerint a tigris évében, a fogyó hold negyedik napján) egy Nahszidah nevű faluban, Thaiföldön, az Udorn-thani tartományban. Árvaként felnőtt, rizstermesztő szüleinek tíz gyermeke született.
Ácsán Thaté az erdei hagyomány magasan jegyzett tanítómestereinek (Ácsán Szaó Kantaszíló és Mun Bhuridatta) tanítványa lett. Akkoriban az egyik tanulótársa Ácsán Cshá volt. Szintén a tanulótársa, illetve később élete végéig közeli barátja volt Ácsán Mahá Bua.
Miközben elhagyatott barlangokban és erdőkben lakott, és kitartóan meditált mély belátásokat tett a tudat működésébe. A tudatos jelenlét gyakorlásával tudatában volt saját tudatának, és megértette a tudat működését olyannyira, hogy felismerte miken megy át a tudat a haldoklás és a halál idejében is. Gyakorlásai során ismerte fel, hogy olyannyira lecsupaszított a tudatfolyamát, hogy belátta, hogyha azt elengedné meghalna. Azt tanította, hogy a tudat a leges legutolsó pillanatig megmarad, végül csak a legfinomabb tudati minőség marad meg:
"Ezen a ponton az lett a kérdés, hogy jobb lenne-e ha elengedném (az életet/élni akarást), és hagynám, hogy beálljon a halál. Éreztem, hogy a szívem eléggé tiszta és ha elengedném az életet, nem veszítenék amiatt. Mindeközben megmaradt az érzésnek egy finom kifejeződése: az elengedés és a halál helyett, ha életben maradnék, továbbra is tudnám szolgálni az embereket. Ha itt és most a halált választanám, az csupán a saját érdekeimet szolgálná. Ráadásul az emberek nem tudnák a halálom okát és a teljes körülményeket. Ezáltal jobb, ha nem hagyom magam meghalni."
1964-ben Ácsán Thaté a mai Hin Makpen kolostortemplom közelében élt és meditált, ahol kutikat (alvónegyedeket) és templomépítéseket szervezett a szerzetesek számára. Segített továbbá pénzt gyűjteni helyi iskolák, kórházak felújításához és csatornázási munkálatok elvégzéséhez. Országosan és nemzetközileg is nagyon népszerűvé vált a buddhista meditáció segítségével kialakított tudatossággyakorlataival. Utazásai során előadásokat tartott Szingapúrban, Indonéziában és Ausztráliában. Meditációról szóló könyve alapműnek számít.

## Élete a Hin Maak Peng kolostortemplomban
A Mekong partján álló Hin Maak Peng kolostortemplomban egy gong jelezte a szerzeteseknek hajnalban az egyhegyű meditáció kezdetét. A szerzetesek minden délelőtt a szilkéjüket fogva a faluba mentek ételadományokért. A napi egyszeri étkezést folytató szerzetesek az ételt visszaszállították a kolostorba és ott fogyasztották el. A nap többi részében sepregettek, tanulmányozták a kanonikus szövegeket és szövegmagyarázatokat, illetve spirituális eszmecserét folytattak. Délben és délután egyetlen alkalommal cukrozott teát fogyasztottak. Kántálást folytattak sötétedés után, és alvás előtt is meditáltak.

## Temetése

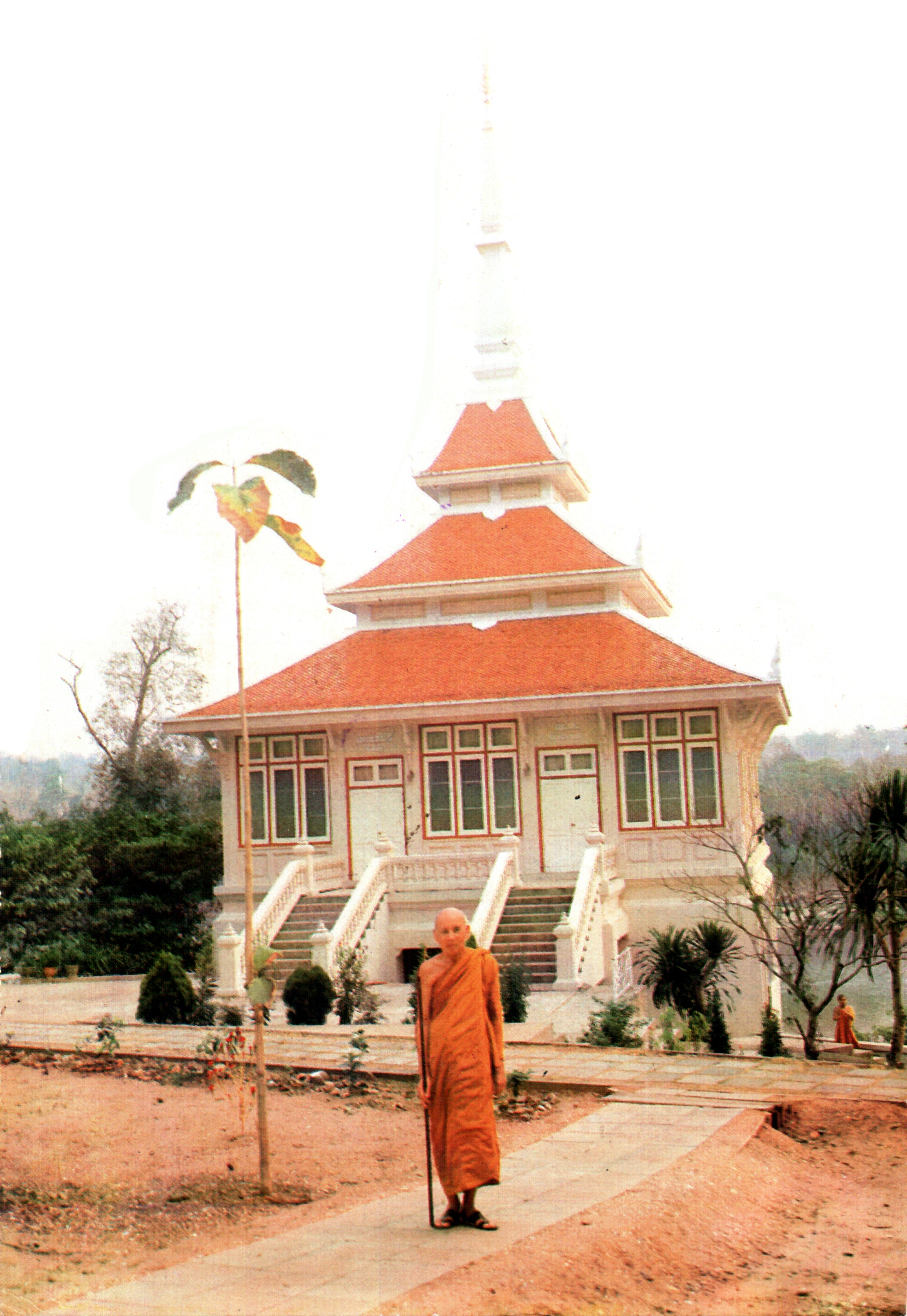
Ácsán Thaté a Hin Maak Peng kolostortemplomban, 1991 körül.

Ácsán Thaté hamvasztása 1996. január 8-án volt. Thaiföld minden részéből érkeztek emberek (köztük IX. Ráma király és az uralkodó család tagjai is), hogy letegyék tiszteletüket. Becslések szerint tízezer szerzetes, és több százezer világi ember vett részt a szertartáson. Az ideiglenesen felállított parkolóban több mint 30 000 gépkocsi parkolt. Ingyenesen osztottak ételt és frissítőket. A jelenlevők között fél millió emlékkönyvet osztottak szét.
Amikor már mindenki a helyén volt, a király helikopterrel érkezett meg, hogy hivatalosan tegye tiszteletét és meggyújtsa a hamvasztótüzet. A tényleges hamvasztás azonban csak később volt, teljes holdtölte idején. Másnap reggel a hamvakat relikviaként gyűjtötték össze. A templomban felállítottak egy Ácsán Thaté szobrot az ő nyolc hétköznapi szükségtárgyával (három ruhadarab, egy szilke, egy borotva, egy tű, egy öv, és egy vízszűrő) és az életrajzával.

## Alaptanításai
Thaté egyik alaptanítása az volt, hogy az emberi tudat fejlődéséhez el kell köteleződni a nemes nyolcrétű ösvény, illetve a buddhizmus hármas tanítása iránt — minden nem üdvös cselekedet elhagyása, a módszerek tökéletessé tétele, és a szív megtisztítása. Az az akadályok leküzdéséhez először az erényeket kell megalapozni az erkölcsösség elveinek folyamatos alkalmazása mellett. Ez hasonlít az erény etikához, amely azonban nem csak az erényeket fejleszti ki a végén, hanem a erények jelentik a stabilitás alapját, majd a tudat összeszedettségét. concentration of the mind. Lépések az út mentén (Steps along the path) című könyvében így magyarázza:
"Emiatt a Buddha tanításaiban a moralitás jelenti a vallásos élet kezdetét. Következő lépésként nyugalom meditációval kell edzeni a tudatot, hogy elérje az összeszedettség (szamádhi) és az elmélyedés (jhana) képességét. Miután a tudat képes ügyesen összpontosítani, kifejleszthető a tiszta belátás (vipasszana). ... A tudat edzése közben egy dolog megtörténhet — furcsa és meglepő módon — anélkül, hogy akarnád. A tudat visszahúzódik a külső tárgyáról, és egy egységgé formálódik, elhagyja a címkéket, illetve a múlttal és a jövővel kapcsolatos ragaszkodásokat. A jelenben csupán az éberség marad meg, mint elsődleges szándék. Annak az érzése nélkül történik, hogy "belül" vagy "kívül" — olyan állapot ez, amely kifejezetten magára a tudatra jellemző. Olyan, mintha minden forradalmian megváltozott volna." ... A meditációs gyakorlatokból keletkező látomások és jelek különös és rejtélyes dolgok. A rossz megítéléssel bíró hiszékeny embert becsaphatják,... ezért a meditálónak elővigyázatosan kell eljárnia, gondosan megvizsgálva ezeket és elmélkedve fölöttük.... A rögzített behatolás egy magasabb szintű megvalósítást jelent. Akik elérik a rögzített behatolást általában a ki és belélegzésre összpontosítanak (anapána). Miközben a légzésre fókuszálnak, és a figyelmük elterelődik, majd visszatér, azután lassan egyre finomodik, míg végül, lépésről lépésre elengedi a különböző dolgokat és összeszedett lesz."
Buddho című művében Ácsán Thaté a következőképpen írja le, hogy milyen amikor a tudat meditáció közben végre képes megszabadulni a különböző érzékszervi figyelemelterelődésektől, és képes összpontosulni a légzésen, egy mantrán, vagy egy testrészen: "Amikor először próbálsz koncentrációs gyakorlatot végezni, még fogalmad sincs, hogy milyen érzés lesz a tudat egyhegyűsége. Csupán a tudatosságodat igyekszel szilárdan egy tárgyra irányítani – és az egy tárgyra irányított összpontosított tudat ereje fog eljuttatni egy koncentrált állapotba. Nem fogsz arra gondolni, hogy a koncentráció ilyen vagy olyan, vagy, hogy ilyennek vagy olyannak szeretnéd. Egyszerűen magától fog kialakulni. Senki sem eröltetheti. Abban a pillanatban úgy fogod érezni, mintha egy másik világban lennél (a tudat világában), megkönnyebbülést fogsz érezni és egy olyasfajta magányt, amelyhez semmi sem hasonlatos a világon. A koncentrációs gyakorlatból visszatérve bánni fogod, hogy ez a hangulat elmúlt, és tisztán fogsz rá emlékezni. Minden, amit a koncentrációról el tudunk mondani, az ebből a tudatállapotból visszatért tudatból jön. Abban az összeszedett tudatállapotban nem érdekel, hogy más mit akar mondani vagy csinálni. Edzésben kell tartanod a tudatodat az ilyen jellegű koncentrációkkal, de ne próbálj emlékezni a korábbi koncentrációs állapotaidra, és ne akard, hogy a koncentrációd olyan legyen, mint egy korább, mert úgysem lesz. Helyette csak még több problémát csinálsz magadnak."

## Hatása
Ácsán Thaté hatása elért a Thaiföldön kívül található thai erdei hagyományt követő buddhista központokba is, például az Egyesült Államokba (Thánisszaó Bhikkhu Metta Erdei Kolostor, Abhajagiri Buddhista Kolostor), Ausztráliába (az Ácsán Brahm féle Bódhinyána kolostor, és a Bódhivana kolostor), az Egyesült Királyságba (az Amaravati Buddhista Kolostor és a Chithurst Buddhista Kolostor) és Olaszországba (a Santacittarama kolostor).